# Solanum conocarpum
Solanum conocarpum  es una especie de planta fanerógama perteneciente a la familia de las solanáceas. Es originaria de los Estados Unidos.

## Taxonomía
Solanum conocarpum fue descrita por Michel Félix Dunal y publicado en Encyclopédie Méthodique. Botanique ... Supplément 3: 748. 1814.
Etimología
Solanum: nombre genérico que deriva del vocablo Latíno equivalente al Griego στρνχνος (strychnos) para designar el Solanum nigrum (la "Hierba mora") —y probablemente otras especies del género, incluida la berenjena— , ya empleado por Plinio el Viejo en su Historia naturalis (21, 177 y 27, 132) y, antes, por Aulus Cornelius Celsus en De Re Medica (II, 33). Podría ser relacionado con el Latín sol. -is, "el sol", debido a que la planta sería propia de sitios algo soleados.
conocarpum: epíteto latino que significa "el fruto en forma de cono".